# UZ Fornacis
UZ Fornacis är en dubbelstjärna belägen i mellersta delen av stjärnbilden Ugnen. Den har en högsta kombinerad skenbar magnitud av ca 17,0 och kräver ett kraftfullt teleskop med kamera för att kunna observeras. Baserat på uppmätt parallax enligt Gaia Data Release 2 på ca 4,17 mas beräknas den befinna sig på ett avstånd av ca 780 ljusår (ca 240 parsec) från solen. Den rör sig bort från solen med en heliocentrisk radialhastighet av ca 150 km/s. Systemet består av en vit dvärg och en röd dvärg i en snäv omloppsbana kring varandra. Det antas att det också finns två exoplaneter som kretsar kring de centrala stjärnorna.

## Nomenklatur
Konstellationen kallas oftast UZ Fornacis, vilket är dess variabelbeteckning. General Catalogue of Variable Stars anger den som "E+XM", vilket betyder att den är ett förmörkande binärt system som består av en stjärna med låg massa med en följeslagare med röntgenstrålning. Tidigare har stjärnan också haft beteckningen EXO 033319–2554.2, som hänvisar till dess koordinater på himlavalvet och EXOSAT-satelliten som upptäckte den.

## Observation
UZ Fornacis är en kataklysmisk variabel. De två stjärnorna kretsar kring varandra med en omloppsperiod av 127 minuter. Stjärnornas omloppsbana lutar cirka 81 grader från himlens ekvatorialplan, som medför förmörkelse som upptäcktes första gången 1987. Vid den tiden var det den 14:e kända AM Herculis-variabeln och det tredje systemet som var känt för förmörkelse. 
I UZ Fornacis sugs materia bort från den röda dvärgen och mot den vita dvärgen. Men till skillnad från den typiska kataklysmiska variabeln där denna materia bildar en ackretionsskiva, är den vita dvärgen starkt magnetisk och har ett starkt magnetfält. Detta kanaliserar materien till slingor som så småningom samlas på den vita dvärgen. När detta händer avger materien cyklotronstrålning och mjuk röntgenstrålning. På grund av den röda dvärgens aktivitet överförs ibland mer massa och röntgenutbrott inträffar.
Materia flödar till en fläck på den vita dvärgen, med en hastighet av 1 × 10−4 till 1 gram per kvadratcentimeter per sekund. Den vita dvärgens magnetism låser också dess rotation så att den matchar omloppsbanan.

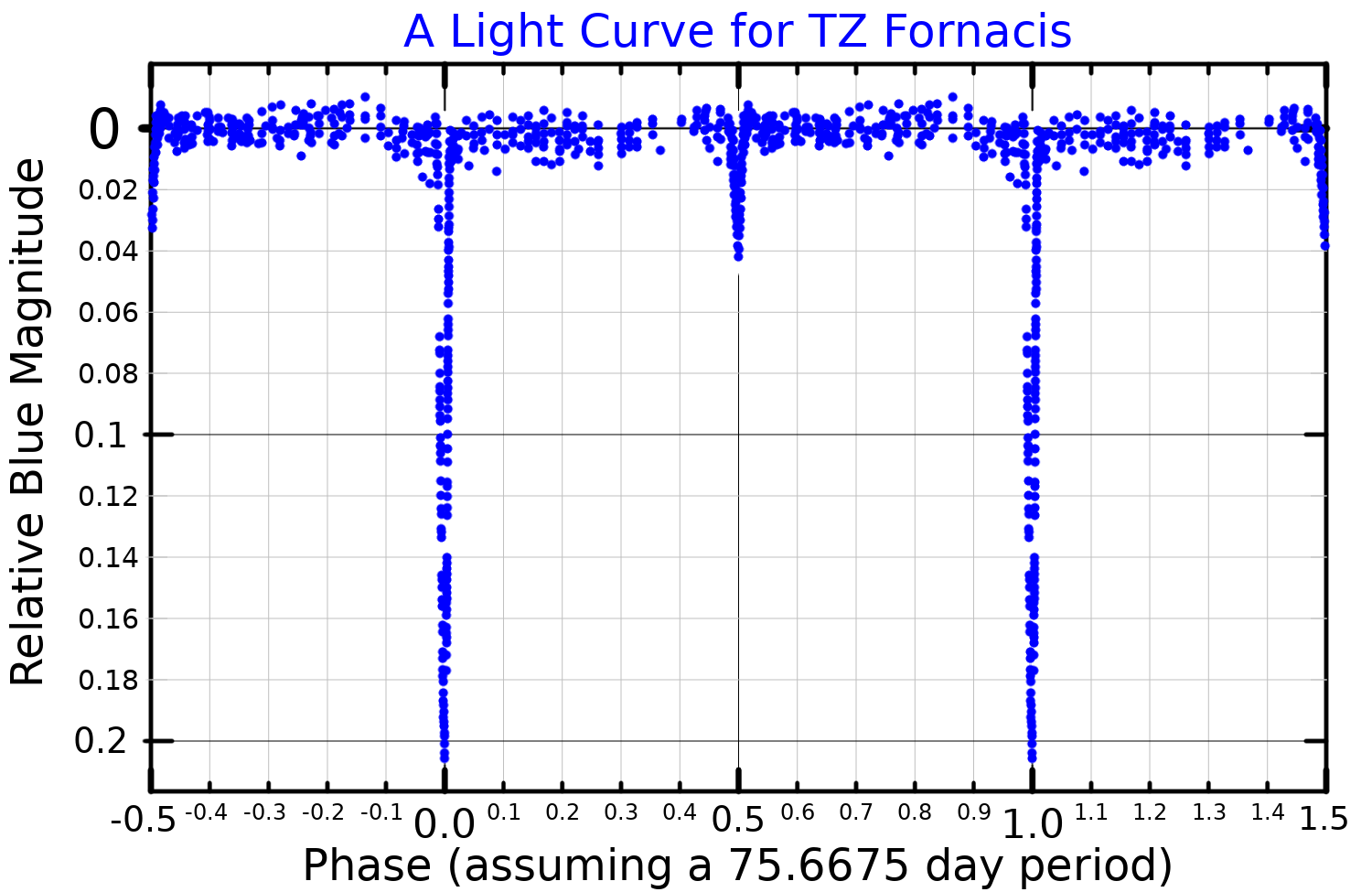
Ljuskurva i visuella bandet för UZ Fornacis, anpassad från Dai et al.(2010)

## Variabilitet
Ljusstyrkan hos UZ Fornacis varierar snabbt och något oförutsägbart. De två stjärnorna i systemet förmörkar varandra regelbundet. Förmörkelserna varar i ca 380 sekunder, med den initiala minskningen i ljusstyrka och återgång till maximal ljusstyrka varje gång 3 sekunder. Förmörkelsens ljuskurvor har inte alla samma form, vissa är mer eller mindre plattbottnade medan andra visar en jämn variation i ljusstyrka, och vissa är asymmetriska. Tiderna för förmörkelserna varierar, möjligen på grund av substellära följeslagare. Utanför förmörkelserna varierar ljusstyrkan under omloppsbanan beroende på synligheten av en ansamlingsfläck på den vita dvärgen.
Ljusstyrkan varierar också över en period av år på grund av skillnader i ansamlingshastigheten på den vita dvärgen från den röda dvärgen. Detta kan i allmänhet ses som ett ljust tillstånd och ett svagt tillstånd, även om storleken på varje tillstånd varierar. Till exempel har UZ Fornacis observerats mellan magnituderna 15,9 och 16,75 vid olika tidpunkter i det ljusa tillståndet. Systemet visar också snabbt "flimmer" i en tidsskala av minuter, som vanligt i kataklysmiska variabla system.

## Planetsystem
Åren 2010 och 2011 visades att omloppsperioden för de två stjärnorna i UZ Fornacis varierade cykliskt. Forskare tillskrev detta till två möjliga planeter i gasjättestorlek runt de två stjärnorna, vilket störde deras banor och fick omloppsperioden att variera.
År 2019 fanns det inte tillräckligt med information för att förklara alla periodvariationer, eftersom planeterna skulle behöva vara i excentriska banor för att passa data, och det skulle göra att banorna blir dynamiskt instabila. Det är möjligt att det finns ännu fler planeter som orsakar ytterligare störningar, eller att någon fysisk effekt som Applegate-mekanismen är orsak till variationerna i förmörkelsetiden.
| Planet         | Massa    | Halv storaxel (AE) | Siderisk omloppstid (d) | Excentricitet | Inklination | Radie |
| -------------- | -------- | ------------------ | ----------------------- | ------------- | ----------- | ----- |
| b              | 10,00 MJ | 5,7                | 5 355                   | 0,69          | -           | -     |
| c (obekräftad) | 3,22 MJ  | 3,0                | 2 124                   | 0,45          | -           | -     |